# Aspalathus hypnoides
Aspalathus hypnoides är en ärtväxtart som beskrevs av Rolf Martin Theodor Dahlgren. Aspalathus hypnoides ingår i släktet Aspalathus och familjen ärtväxter. Inga underarter finns listade i Catalogue of Life.